# Marco Pastonesi
Marco Pastonesi (Genova, 27 agosto 1954) è un giornalista italiano, a lungo editorialista della Gazzetta dello Sport per cui ha lavorato fino al 30 giugno 2015.

## Biografia
Specializzato in rugby e ciclismo, è una delle "penne ufficiali" del Giro d'Italia e di altre manifestazioni ciclistiche internazionali. I suoi articoli hanno sempre avuto un risvolto umano oltre che tecnico, e spesso hanno narrato storie di vita di atleti famosi o anche di semplici gregari. Ha intervistato campioni e uomini famosi legati agli sport che segue. Già rugbista e ciclista, è autore di diverse pubblicazioni sullo sport, tra cui Meo volava. Avventure e sventure di Venturelli (su Romeo Venturelli), La leggenda di Maci (su Mario Battaglini), Il terzo tempo e In mezzo ai pali (quest'ultimo vinse il premio Ussi-Coni 2002 per i migliori racconti di sport). Il 30 giugno 2015 ha lasciato la Gazzetta per prepensionamento.

## Opere
- Marco Pastonesi, Fabio Treves, Guida al blues, Gammalibri, 1979
- Beatles, Gammalibri, 1982
- Marco Pastonesi, Giorgio Terruzzi, Palla lunga e pedalare, Baldini & Castoldi, 1992
- Marco Pastonesi, Giorgio Terruzzi, Il bello del gas, Zelig, 1995, poi Baldini & Castoldi, 2015
- Mario Bardi, Marco Pastonesi, Quasi gol: confidenze e sentenze, ricordi e regole: tutto il calcio da Pozzo a Baggio, da Liedholm a Weah, Libreria dello sport, 1996
- Vai che sei solo: storie di gregari (e non solo), prefazione di Francesco Moser, Libreria dello sport, 1996
- Marco Pastonesi, Enrico Pessina, Il terzo tempo: il rugby scritto, descritto e raccontato dai suoi protagonisti. Dopo l'allenamento o dopo la partita, dentro o fuori dagli spogliatoi, o già con un boccale di birra in mano, Libreria dello Sport, 1997
- Marco Pastonesi, Enrico Pessina, In mezzo ai pali, prefazione di Stefano Bartezzaghi, postfazione di Giorgio Terruzzi, Libreria dello sport, 2001
- La leggenda di Maci: vita, morte e miracoli di Mario Battaglini, il Maciste del rugby, RCS - La Gazzetta dello Sport, 2002, poi Libreria dello sport, 2013
- All blacks: la storia, le partite e i campioni della squadra di rugby che tutti vogliono vedere e nessuno vuole incontrare, Baldini Castoldi Dalai, 2003, poi 2006
- Marco Pastonesi, Enrico Pessina, Il popolo del rugby, prefazione di Carlo Checchinato, Libreria dello sport, 2004
- Marco Pastonesi, Giorgio Terruzzi, Se l'ammazzi fai pari: 966 battute, aforismi, citazioni ed eccitazioni sul mondo dello sport, Zelig, 2004
- Marco Pastonesi, Enrico Pessina, Il sei nazioni, Zelig, 2005
- La corsa più pazza del mondo: storie di ciclismo in Burkina Faso e in Mali, Ediciclo, 2007
- Ovalia, dizionario erotico del rugby,  Marco Pastonesi, Baldini Castoldi Dalai, 2007, ristampa 2015, poi 2019
- Dizionario degli All Blacks  Marco Pastonesi, Dalai, 2011
- Pantani era un dio, 66thand2nd, 2014, poi BUR Rizzoli, 2020
- Alfredo Martini, Marco Pastonesi, La vita è una ruota: storie resistenti di uomini, donne e biciclette, Ediciclo, 2014
- Diavolo di un corridore: corse, battaglie e miracoli di Renzo Zanazzi, Italica, 2015
- Legnano: biciclette, campioni, vittorie, con fotografie di Lorenzo De Simone, Ediciclo, 2015
- L'uragano nero: Jonah Lomu, vita morte e mete di un All Black, 66thand2nd, 2016
- La leggenda delle strade bianche: piccolo omaggio alla polvere e al sudore degli eroi a pedali, Ediciclo, 2017
- Vincenzo Nibali, Marco Pastonesi, La quinta tappa, illustrazioni di Antonio Zeoli, Rizzoli Lizard, 2018
- Spingi me sennò bestemmio: storie di ultimi: maglie nere, lanterne rosse e fanalini di coda, Ediciclo, 2018
- Coppi ultimo, 66thand2nd, 2019
- Barbara Bonansea, Marco Pastonesi, Il mio calcio libero, Rizzoli, 2019
- Marco Pastonesi e Giorgio Terruzzi, Muhammad Ali, Skira, 2019
- Ivan Zaytsev, Marco Pastonesi, Mia: come sono diventato lo Zar fra pallavolo e beach volley, amore e guerre, BUR Rizzoli, 2020

## Cinema
- Fausto Coppi  regia e montaggio, regia di Donatella Ruggero sceneggiatura e testi Marco Pastonesi, Milano: RCS quotidiani, Torino: Rai trade: La presse, 2005